# Raúl Procopio Baizán
Raúl Procopio Baizán (Cadis, 10 de juliol de 1968) és un futbolista retirat i entrenador andalús. Com a futbolista, ocupava la posició de defensa.

## Carrera esportiva
Va romandre la major part de la seua carrera al Cadis CF, on va militar a Primera, Segona i Segona Divisió B. A la màxima categoria hi va jugar 82 partits entre 1988 i 1993. Posteriorment, va militar en altres equips com el Puerto Real. Després de la seua retirada, ha seguit vinculat al món del futbol en qualitat d'entrenador. Ha dirigit els següents equips: Real Balompédica Linense (05/06), Unión Estepona (2007), Cadis CF B (07/08), Cadis CF (2008), Unión Estepona (08/...).